# Journal de Tûoa
Pour plus de détails, voir Fiche technique et Distribution.
Journal de Tûoa (Diários de Otsoga) est un film portugais de Maureen Fazendeiro et Miguel Gomes, sorti en 2021.

## Fiche technique
Sauf indication contraire, les informations mentionnées dans cette section peuvent être confirmées par la base de données cinématographiques IMDb,  présente dans la section « Liens externes ».
- Titre original : Diários de Otsoga
- Titre français : Journal de Tûoa
- Réalisation : Maureen Fazendeiro et Miguel Gomes
- Scénario : Maureen Fazendeiro, Miguel Gomes et Mariana Ricardo
- Décors : Andresa Soares
- Costumes : Andresa Soares
- Photographie : Mário Castanheira
- Montage : Pedro Filipe Marques
- Pays d'origine : Portugal
- Format : Couleurs - 35 mm
- Genre : drame
- Durée : 101 minutes
- Dates de sortie :
  - France : 13 juillet 2021 (Festival de Cannes 2021), 14 juillet 2021 (sortie nationale)

## Distribution
- Crista Alfaiate : Crista
- Carloto Cotta : Carloto
- João Nunes Monteiro : João

## Sortie

### Accueil critique
En France, le site Allociné recense une moyenne des critiques presse de 3,2/5.

## Distinction

### Sélection
- Festival de Cannes 2021 : sélection en section Quinzaine des réalisateurs